# Луена (Ангола)
Луена (порт. Luena) — місто на центральному сході Анголи. Адміністративний центр провінції Мошико. До 1975 року місто мало назву Лузу (порт. Luso). Розташоване на висоті 1300 метрів над рівнем моря. Хоча немає точних даних, оцінка населення міста на 2012 рік — 93 136 жителів. Невідомим є число біженців періоду громадянської війни в Анголі, яка офіційно закінчилася у 2002 році.

## Клімат
Місто знаходиться у зоні, котра характеризується вологим субтропічним кліматом. Найтепліший місяць — вересень із середньою температурою 21.7 °C (71 °F). Найхолодніший місяць — червень, із середньою температурою 16.7 °С (62 °F).
| Клімат Луени            | Клімат Луени | Клімат Луени | Клімат Луени | Клімат Луени | Клімат Луени | Клімат Луени | Клімат Луени | Клімат Луени | Клімат Луени | Клімат Луени | Клімат Луени | Клімат Луени | Клімат Луени |
| Показник                | Січ.         | Лют.         | Бер.         | Квіт.        | Трав.        | Черв.        | Лип.         | Серп.        | Вер.         | Жовт.        | Лист.        | Груд.        | Рік          |
| Середня температура, °C | 20           | 21           | 21           | 20           | 19           | 17           | 17           | 20           | 22           | 22           | 21           | 20           | 20           |
| Норма опадів, мм        | 220          | 184          | 196          | 93           | 4            | 0            | 0            | 1            | 20           | 93           | 166          | 231          | 1209         |
| ----------------------- | ------------ | ------------ | ------------ | ------------ | ------------ | ------------ | ------------ | ------------ | ------------ | ------------ | ------------ | ------------ | ------------ |
| Джерело: Weatherbase    |              |              |              |              |              |              |              |              |              |              |              |              |              |

## Жонас Савімбі
Місто найвідоміше як місце перебування колишнього лідера повстанців УНІТА Жонаса Савімбі, який був застрелений у військовому конфлікті з урядовими військами Анголи 22 лютого 2002 року. 3 січня 2008 року на могилі Савімбі був здійснений акт вандалізму і чотири члени молодіжного крила Народного руху за визволення Анголи (МПЛА) були звинувачені та заарештовані.